# Walter Isaacson
Walter Isaacson (New Orleans, 20 maggio 1952) è uno scrittore, giornalista, biografo e docente universitario statunitense.
È stato presidente e amministratore delegato di Aspen Institute e CNN, e caporedattore del Time. È stato nominato dal presidente Obama come caporedattore di Broadcasting Board of Governors, che gestisce Voice of America, Radio Free Europe, e le altre trasmissioni internazionali del governo statunitense.

## Biografia
Walter Isaacson è nato a New Orleans, Louisiana. Dopo il diploma alla Isidon Newman School di New Orleans e dopo aver passato un'estate al Deep Springs College, Walter frequenta l'Università di Harvard e consegue la laurea in Storia e Letteratura. Ha poi frequentato l'Università di Oxford.
Walter Isaacson comincia la sua carriera giornalistica al The Sunday Times e poi nel New Orleans Time-Picayune. È entrato a far parte di Time nel 1978 come corrispondente politico, editore nazionale ed editore dei nuovi media prima di diventare il quattordicesimo redattore del settimanale nel 1996. È diventato presidente e amministratore delegato della CNN nel 2001, poi presidente e amministratore delegato dell'Aspen Institute nel 2003, carica che ha lasciato il 1º giugno del 2018, quando gli è subentrato Dan Porterfield.
Il 24 ottobre 2011 viene pubblicata negli Stati Uniti d'America la biografia autorizzata ufficiale di Steve Jobs, ex-amministratore delegato di Apple, che riscuote subito un grande successo, diventando un best seller mondiale, anche a causa della sua prematura scomparsa il 5 ottobre 2011. Il libro è edito da Simon & Schuster in America e da Mondadori in Italia. È inoltre docente di Storia alla Tulane University di New Orleans.

## Opere
- The Wise Men: Six Friends and the World They Made (1986) - scritto con Evan Thomas
- Kissinger: A Biography (1992)
- Benjamin Franklin: An American Life (2003)
- Einstein: His Life and Universe (2007)
- Steve Jobs (2011)
- The Innovators: How a Group of Inventors, Hackers, Geniuses, and Geeks Created the Digital Revolution (2014)
- Leonardo da Vinci (2017)
- The Code Breaker (2021)
- Elon Musk (2023)